# Atlétika az 1908. évi nyári olimpiai játékokon
Az 1908. évi nyári olimpiai játékokon az atlétikában huszonhat számban rendeztek versenyeket, a Saint Louis-i atlétikai számokból kikerült a 60 m, 200 gát, hármasugrás helyből, 50 fontos súlylökés és két súlyzó gyakorlat. Helyükre új számok kerültek: szabadfogású gerelyvetés, és normál gerelyhajítás, 5 mérföldes futás, 3 mérföldes csapatverseny, olimpiai váltófutás, 3 500 méteres gyaloglás, 10 mérföldes futás és antik stílusú diszkoszvetés, ezen versenyszámok többsége csak ezen az olimpián volt műsoron. Ray Ewry a helybőlugrások királya az előző két olimpián hat arany érmet nyert, most újabb kettőt.

## A drámai maratoni verseny
A maratoni futás nagy izgalmat keltett. Az angol közönség hazai győzelemben reménykedett, de a stadionba az olasz Dorando Pietri érkezett elsőként, félájultan futva először jobbra fordult, holott balra kellett volna mennie. Útba igazították. Néhány lépésre a céltól összeesett, aztán váratlanul gyalogolni kezdett, újra elesett, a célba úgy támogatták be. Az amerikaiak megóvták a versenyt, és Pietrit idegen segítség igénybevétele miatt kizárták. Az ünnepélyes díjkiosztáson Pietri az angol királyi ház egy tagjától aranyserleget kapott kimagasló teljesítményéért.

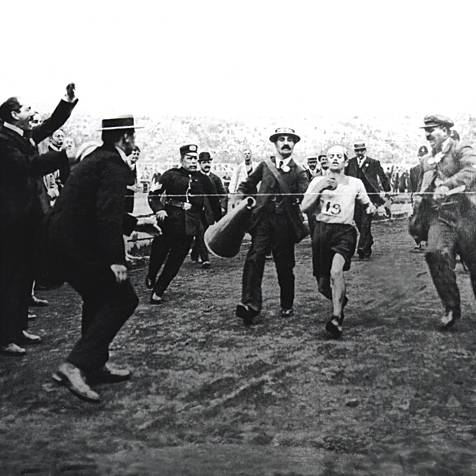
Dorando Pietri célba érkezése az 1908-as olimpián

## Éremtáblázat
A táblázatban a rendező ország csapata és a magyar csapat eltérő háttérszínnel, az egyes számoszlopok legmagasabb értéke, vagy értékei vastagítással kiemelve.
| Az 1908. évi nyári olimpiai játékok éremtáblázata atlétikában | Az 1908. évi nyári olimpiai játékok éremtáblázata atlétikában | Az 1908. évi nyári olimpiai játékok éremtáblázata atlétikában | Az 1908. évi nyári olimpiai játékok éremtáblázata atlétikában | Az 1908. évi nyári olimpiai játékok éremtáblázata atlétikában | Olimpia  |
| ------------------------------------------------------------- | ------------------------------------------------------------- | ------------------------------------------------------------- | ------------------------------------------------------------- | ------------------------------------------------------------- | -------- |
|                                                               | Ország                                                        | Arany                                                         | Ezüst                                                         | Bronz                                                         | Összesen |
| 1.                                                            | Egyesült Államok (USA)                                        | 16                                                            | 10                                                            | 8                                                             | 34       |
| 2.                                                            | Nagy-Britannia (GBR)                                          | 7                                                             | 7                                                             | 3                                                             | 17       |
| 3.                                                            | Svédország (SWE)                                              | 2                                                             | 0                                                             | 3                                                             | 5        |
| 4.                                                            | Kanada (CAN)                                                  | 1                                                             | 1                                                             | 4                                                             | 6        |
| 5.                                                            | Dél-afrikai Unió (RSA)                                        | 1                                                             | 1                                                             | 0                                                             | 2        |
|                                                               |                                                               |                                                               |                                                               |                                                               |          |
| 6.                                                            | Görögország (GRE)                                             | 0                                                             | 3                                                             | 0                                                             | 3        |
| 7.                                                            | Norvégia (NOR)                                                | 0                                                             | 1                                                             | 2                                                             | 3        |
| 8.                                                            | Franciaország (FRA)                                           | 0                                                             | 1                                                             | 1                                                             | 2        |
| 8.                                                            | Németország (GER)                                             | 0                                                             | 1                                                             | 1                                                             | 2        |
| 8.                                                            | Magyarország (HUN)                                            | 0                                                             | 1                                                             | 1                                                             | 2        |
| 11.                                                           | Olaszország (ITA)                                             | 0                                                             | 1                                                             | 0                                                             | 1        |
|                                                               |                                                               |                                                               |                                                               |                                                               |          |
| 12.                                                           | Ausztrálázsia (ANZ)                                           | 0                                                             | 0                                                             | 1                                                             | 1        |
| 12.                                                           | Finnország (FIN)                                              | 0                                                             | 0                                                             | 1                                                             | 1        |
|                                                               |                                                               |                                                               |                                                               |                                                               |          |
| Összesen                                                      | Összesen                                                      | 27                                                            | 27                                                            | 25                                                            | 79       |

## Érmesek
| Az 1908. évi nyári olimpiai játékok érmesei férfi atlétikában |                                                                                             |                 |                                                                               |           | |           |
| Versenyszám                                                   | Arany                                                                                       | Arany           | Ezüst                                                                         | Ezüst     | Bronz | Bronz     |
| 100 m                                                         | Reggie Walker · Dél-afrikai Unió (RSA)                                                      | 10,8 (OCS)      | James Rector · Egyesült Államok (USA)                                         | 10,9      | Bobby Kerr · Kanada (CAN)                                                                                       | 11,0      |
| 200 m                                                         | Bobby Kerr · Kanada (CAN)                                                                   | 22,6            | Robert Cloughen · Egyesült Államok (USA)                                      | 22,6      | Nathaniel Cartmell · Egyesült Államok (USA)                                                                     | 22,7      |
| 400 m                                                         | Wyndham Halswell · Nagy-Britannia (GBR)                                                     | 50,0            | NINCS                                                                         | -         | NINCS | -         |
| 800 m                                                         | Mel Sheppard · Egyesült Államok (USA)                                                       | 1:52,8 VCS      | Emilio Lunghi · Olaszország (ITA)                                             | 1:54,2    | Hanns Braun · Németország (GER)                                                                                 | 1:55,4    |
| 1500 m síkfutás                                               | Mel Sheppard · Egyesült Államok (USA)                                                       | 4:03,4 OR       | Harold Wilson · Nagy-Britannia (GBR)                                          | 4:03,6    | Norman Hallows · Nagy-Britannia (GBR)                                                                           | 4:04,0    |
| 5 mérföld síkfutás                                            | Emil Voigt · Nagy-Britannia (GBR)                                                           | 25:11,2 (OCS)   | Edward Owen · Nagy-Britannia (GBR)                                            | 25:24,0   | John Svanberg · Svédország (SWE)                                                                                | 25:37,2   |
| 110 m gát                                                     | Forrest Smithson · Egyesült Államok (USA)                                                   | 15,0 VCS        | John Garrels · Egyesült Államok (USA)                                         | 15,7      | Arthur Shaw · Egyesült Államok (USA)                                                                            | 15,8      |
| 400 m gát                                                     | Charles Bacon · Egyesült Államok (USA)                                                      | 55,0 VCS        | Harry Hillman · Egyesült Államok (USA)                                        | 55,3      | Jimmy Tremeer · Nagy-Britannia (GBR)                                                                            | 55,7      |
| 3000 m akadály                                                | Arthur Russell · Nagy-Britannia (GBR)                                                       | 10:47,8         | Arthur Robertson · Nagy-Britannia (GBR)                                       | 10:48,4   | John Eisele · Egyesült Államok (USA)                                                                            | 11:00,8   |
| 3500 m gyaloglás                                              | George Larner · Nagy-Britannia (GBR)                                                        | 14:55,0         | Ernest Webb · Nagy-Britannia (GBR)                                            | 15:07,4   | Harry Kerr · Ausztrálázsia (ANZ)                                                                                | 15:43,4   |
| 10 mérföldes gyaloglás                                        | George Larner · Nagy-Britannia (GBR)                                                        | 1:15:57,4       | Ernest Webb · Nagy-Britannia (GBR)                                            | 1:17:31,0 | Edward Spencer · Nagy-Britannia (GBR)                                                                           | 1:21:20,2 |
| Maraton                                                       | John Hayes · Egyesült Államok (USA)                                                         | 2:55:18,4 (OCS) | Charles Hefferon · Dél-afrikai Unió (RSA)                                     | 2:56:06,0 | Joseph Foreshaw · Egyesült Államok (USA)                                                                        | 2:57:10,4 |
| Olimpiai váltófutás                                           | Egyesült Államok (USA) · William Hamilton · Nathaniel Cartmell · John Taylor · Mel Sheppard | 3:29,4          | Németország (GER) · Arthur Hoffmann · Hans Eicke · Otto Trieloff · Hans Braun | 3:32,4    | Magyarország (HUN) · Simon Pál · Wiesner Frigyes · Nagy József · Bodor Ödön                                     | 3:32,5    |
| 3 mérföld futóverseny, csapat                                 | Nagy-Britannia (GBR) · William Coales · Joseph Deakin · Archie Robertson                    | 6               | Egyesült Államok (USA) · George Bonhag · John Eisele · Herbert Trube          | 19        | Franciaország (FRA) · Joseph Dreher · Louis de Fleurac · Paul Lizandier                                         | 32        |
| Magasugrás                                                    | Harry Porter · Egyesült Államok (USA)                                                       | 1,905 m (OCS)   | Georges André · Franciaország (FRA)                                           | 1,88 m    | NINCS | -         |
| Magasugrás                                                    | Harry Porter · Egyesült Államok (USA)                                                       | 1,905 m (OCS)   | Cornelius Leahy · Nagy-Britannia (GBR)                                        | 1,88 m    | NINCS | -         |
| Magasugrás                                                    | Harry Porter · Egyesült Államok (USA)                                                       | 1,905 m (OCS)   | Somodi István · Magyarország (HUN)                                            | 1,88 m    | NINCS | -         |
| Rúdugrás                                                      | Edward Cooke · Egyesült Államok (USA) · Alfred Gilbert · Egyesült Államok (USA)             | 3,70 m (OCS)    | NINCS                                                                         | -         | Charles Jacobs · Egyesült Államok (USA) · Bruno Soderström · Svédország (SWE) · Edward Archibald · Kanada (CAN) | 3,58 m    |
| Távolugrás                                                    | Francis Irons · Egyesült Államok (USA)                                                      | 7,48 m (OCS)    | Daniel Kelly · Egyesült Államok (USA)                                         | 7,09 m    | Calvin Bricker · Kanada (CAN)                                                                                   | 7,08 m    |
| Hármasugrás                                                   | Timothy Ahearne · Nagy-Britannia (GBR)                                                      | 14,915 m (OCS)  | Garfield McDonald · Kanada (CAN)                                              | 14,76 m   | Edvard Larsen · Norvégia (NOR)                                                                                  | 14,395 m  |
| Súlylökés                                                     | Ralph Rose · Egyesült Államok (USA)                                                         | 14,21 m         | Dennis Horgan · Nagy-Britannia (GBR)                                          | 13,62 m   | John Garrels · Egyesült Államok (USA)                                                                           | 13,18 m   |
| Diszkoszvetés                                                 | Martin Sheridan · Egyesült Államok (USA)                                                    | 40,89 m (OCS)   | Merritt Giffin · Egyesült Államok (USA)                                       | 40,70 m   | Marquis Horr · Egyesült Államok (USA)                                                                           | 39,44 m   |
| Kalapácsvetés                                                 | John Flanagan · Egyesült Államok (USA)                                                      | 51,92 m (OCS)   | Matthew McGrath · Egyesült Államok (USA)                                      | 51,18 m   | Cornelius Walsh · Kanada (CAN)                                                                                  | 48,50 m   |
| Gerelyhajítás                                                 | Eric Lemming · Svédország (SWE)                                                             | 54,83 m OR      | Arne Halse · Norvégia (NOR)                                                   | 50,57 m   | Otto Nilsson · Svédország (SWE)                                                                                 | 47,11 m   |
| Magasugrás helyből                                            | Ray Ewry · Egyesült Államok (USA)                                                           | 1,575 m         | Konsztandínosz Ciklitírasz · Görögország (GRE)                                | 1,55 m    | John Biller · Egyesült Államok (USA)                                                                            | 1,55 m    |
| Távolugrás helyből                                            | Ray Ewry · Egyesült Államok (USA)                                                           | 3,335 m VCS     | Konsztandínosz Ciklitírasz · Görögország (GRE)                                | 3,32 m    | Martin Sheridan · Egyesült Államok (USA)                                                                        | 3,22 m    |
| Diszkoszvetés antik stílusú                                   | Martin Sheridan · Egyesült Államok (USA)                                                    | 37,99 m         | Marquis Horr · Egyesült Államok (USA)                                         | 37,32 m   | Werner Jarvinen · Finnország (FIN)                                                                              | 36,48 m   |
| Gerelyhajítás szabadfogással                                  | Eric Lemming · Svédország (SWE)                                                             | 54,445 m        | Mihalisz Dorizasz · Görögország (GRE)                                         | 51,36 m   | Arne Halse · Norvégia (NOR)                                                                                     | 49,73 m   |